# Stefan Topurow
Stefan Topurow (bulgarisch Стефан Петров Топуров, engl. Transkription Stefan Topurov; * 11. August 1964 in Assenowgrad, Oblast Plowdiw) ist ein ehemaliger bulgarischer Gewichtheber.